# Eurytomocharis minima
Eurytomocharis minima är en stekelart som beskrevs av William Harris Ashmead 1894. Eurytomocharis minima ingår i släktet Eurytomocharis och familjen kragglanssteklar. Inga underarter finns listade i Catalogue of Life.